# Mangochi

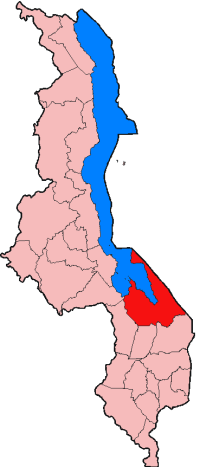
Distriktets läge i Malawi

Mangochi är ett av Malawis 28 distrikt och ligger i Southern Region. Huvudort är Mangochi.